# Grzegorz Panfil
Grzegorz Panfil, né le 1er janvier 1988 à Zabrze, est un joueur de tennis polonais, professionnel entre 2005 et 2018.

## Carrière
En 2006, il remporte l'Open d'Australie junior en double avec Blazej Koniusz.
Sa carrière est surtout orientée vers les tournois Futures. Il totalise 11 titres en simple et 32 en double. En revanche, il n'a jamais fait mieux qu'une demi-finale dans un tournoi Challenger, atteinte à Bucaramanga en 2009. Sur le circuit ATP, il est demi-finaliste de l'Open de Sopot en double en 2006. Il se spécialise en double pour ses deux dernières saisons sans obtenir de résultat remarquable.
Appelé à jouer pour la Pologne à la Hopman Cup 2014 en remplacement de Jerzy Janowicz, il crée une grosse surprise en battant le 11e mondial Milos Raonic (7-61, 6-3) et atteint la finale aux côtés d'Agnieszka Radwańska grâce à une victoire en double mixte contre l'Australie. Il perd contre Jo-Wilfried Tsonga en finale mais en résistant de façon surprenante (6-3, 3-6, 6-3). En double mixte, ils sont battus par la paire Tsonga/Cornet (6-0, 6-2). C'est la première fois que la Pologne atteint la finale de ce tournoi. La Hopman Cup étant une compétition officieuse, Panfil n'a tiré aucun avantage, sur le plan du classement ATP, de ses deux belles victoires.
Il a joué en Coupe Davis pour l'équipe de Pologne et compte trois victoires en six matchs.

## Palmarès

### Finale en double mixte (1)
| No | Date       | Nom et lieu du tournoi        | Catégorie                   | Dotation      | Surface    | Vainqueurs                      | Partenaire          | Score        |          |
| -- | ---------- | ----------------------------- | --------------------------- | ------------- | ---------- | ------------------------------- | ------------------- | ------------ | -------- |
| 1  | 28-12-2013 | Hyundai Hopman Cup XXVI Perth | Compétition par équipes ITF | 1 000 000 AU$ | Dur (int.) | Alizé Cornet Jo-Wilfried Tsonga | Agnieszka Radwańska | 2 matchs à 1 | Parcours |